# New wave of British heavy metal
Pour les articles homonymes, voir New wave (homonymie).
Genres dérivés
Power metal, speed metal, thrash metal, black metal
Genres associés
Death metal mélodique, metal extrême, metal symphonique, metal progressif, punk hardcore, street punk
La new wave of British heavy metal (souvent abrégée NWOBHM), littéralement « nouvelle vague de heavy metal britannique », est une vague de groupes associés au genre heavy metal traditionnel, émergeant à la fin des années 1970 au Royaume-Uni et s'exportant à l'international au début des années 1980. Elle apparaît comme une réaction au déclin des premiers groupes de hard rock et heavy metal comme Led Zeppelin, Black Sabbath, Deep Purple et s'en démarque notamment par un effacement plus marqué des influences blues, l'incorporation d'éléments punk, un tempo plus rapide et, globalement, un son plus dur.
La NWOBHM est considérée comme la pierre angulaire du thrash metal et du metal extrême qui émergeront à sa suite ; le groupe de heavy metal américain Metallica cite des groupes de la NWOBHM tels que Diamond Head comme ayant eu une influence importante sur leur style musical,.
Ignorée par beaucoup de critiques au Royaume-Uni et aux États-Unis, la NWOBHM domine néanmoins la scène heavy metal du début des années 1980. Caractérisée musicalement par une utilisation des power chord, de soli de guitare rapides et mélodieux et de vocaux plus ou moins aigus, cette vague puise souvent son inspiration dans la mythologie et la fantasy. De nombreux groupes de la NWOBHM étaient édités par le label Neat Records

## Histoire

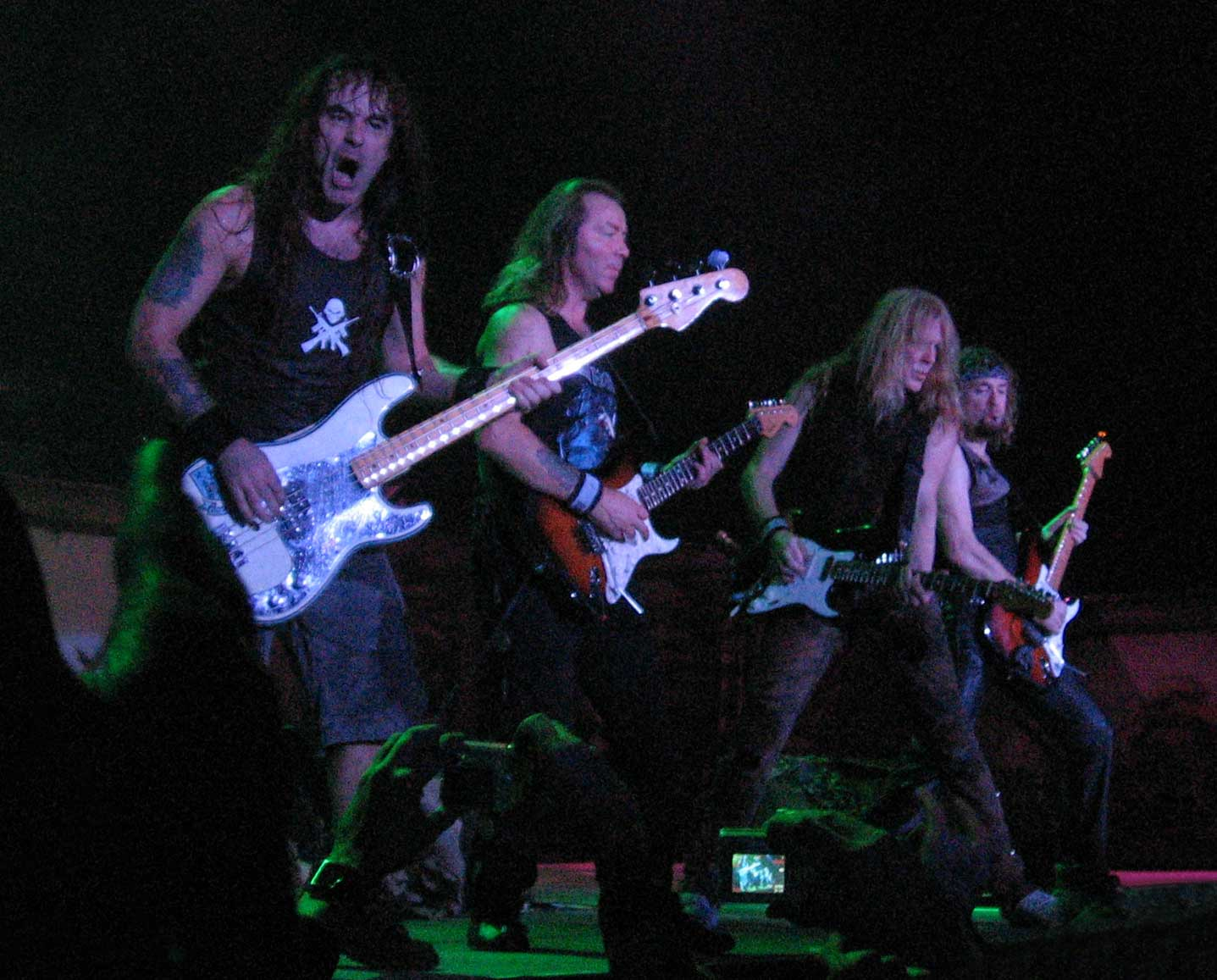
Iron Maiden, sur scène le 30 novembre 2006.

Le groupe gallois Budgie est considéré comme un précurseur du mouvement, tout comme Judas Priest et Motörhead. Le premier mouvement est associé à des groupes comme Saxon, Iron Maiden, Def Leppard, Diamond Head, Angel Witch, Tygers of Pan Tang, Praying Mantis, Girlschool, Samson et Tank, parmi d'autres. La mode véhiculée par des groupes comme Saxon (cheveux longs, veste de jean, cuir et chaines) sera indissociable du mouvement heavy metal durant toutes les années 1980. Certains groupes, bien qu'ils fassent partie de cette mouvance, ont une popularité plus underground, comme Venom, Ethel The Frog, Cloven Hoof, Avenger, Blitzkrieg, Sweet Savage ou Quartz.
La new wave of British heavy metal prend son essor dès 1979 avec le succès rapide de Motörhead, groupe à la moyenne d'âge déjà élevée pour l'époque mais qui réussit l'exploit de canaliser l'énergie du punk rock en la coulant dans des structures musicales traditionnelles. Avec le reflux du punk rock, des dizaines de groupes de metal que le succès du punk avait maintenus dans l'obscurité peuvent se produire plus facilement sur scène voire enregistrer des disques sur des labels indépendants. La presse musicale britannique accompagne ce mouvement de fond : l'hebdomadaire Sounds accorde une large place à l'actualité du genre, ce qui entraînera en 1981 la parution de Kerrang!, à l'origine un numéro spécial de Sounds dédié au genre mais dont le succès décidera immédiatement sa parution à la fréquence bimensuelle.
Les listes exhaustives de groupes de cette époque recensent des centaines de noms obscurs, ayant souvent eu une faible durée d'existence, et si une diffusion plus large aurait probablement pu mettre certains de ces groupes en lumière, ils restent souvent connus des seuls amateurs éclairés et collectionneurs. Le nombre de démos produites à bas coût durant cette période, tout comme la quantité limitée d'information et la faible couverture médiatique de l'époque, conduisent à faire de certaines compilations en CD d'authentiques pièces de collection. Les CD, pressés pour des prix très faibles, sont alors vendus aux aficionados et collectionneurs pour des centaines de dollars.

### Déclin
Le déclin de la new wave of British heavy metal s'amorce dès 1983. De nombreux groupes disparaissent alors, faute d'avoir pu accéder à un certain succès commercial, tandis que d'autres voient leurs meilleurs éléments être débauchés par des groupes plus établis. Certains groupes, comme Def Leppard ou Heavy Pettin, sont totalement programmés pour accéder au marché américain : l'industrie musicale profite de la sélection naturelle pour reprendre le contrôle du marché. Et pour la NWOBHM, connue jusque sur la côte pacifique des États-Unis, le retour de bâton vient justement des États-Unis. Tout d'abord, la plupart des groupes leaders ne parviennent pas à confirmer leurs premiers succès. Ensuite, beaucoup quittent leur base musicale pour aller vers un hard rock plus accessible, comme Def Leppard qui cible ostensiblement le marché américain avec un son calibré, moins lourd que sur ses précédent succès.
Au milieu des années 1980, de jeunes fans de rock cherchent leur propre identité et fondent une nouvelle scène issue de Los Angeles, menée par des groupes comme Mötley Crüe. Les maisons de disques se jettent alors dessus au détriment de la NWOBHM, car les groupes de Los Angeles attirent un nouveau public que le heavy metal n'a pas encore touché, l'auditoire féminin. Le glam metal prouve simplement qu'il est alors plus profitable pour les labels discographiques. Le thrash metal, nouveau venu sur la scène underground, émerge à la même période et attire de nouveaux fans en étant plus rapide, moins mélodique et plus obscur que la NWOBHM, et en contradiction avec cette dernière, souvent en distillant des paroles politiques et engagées. Le thrash metal reste néanmoins fortement inspiré par la NWOBHM.
Quelques groupes parmi les plus populaires de la new wave of British heavy metal obtiennent un succès durable. Def Leppard, malgré l'abandon de ses racines et du son heavy, devient un des plus groupes les plus connus après son virage hard rock et glam metal. Saxon et Iron Maiden restent ancrés dans un heavy metal traditionnel pour leur part, ce qui leur assure la fidélité de nombreux fans dévoués, même après le déclin de groupes similaires.

### Influence ultérieure
Des groupes comme Motörhead, Iron Maiden, Venom et Saxon influencent des groupes américains qui se forment durant les années 1980, comme Slayer, Megadeth et en particulier Metallica. Le premier Metallica possède un son assez similaire à celui de la NWOBHM (surtout Diamond Head, Holocaust et Blitzkrieg ; Metallica reprend d'ailleurs des titres de chacun d'eux). En 1990, Lars Ulrich de Metallica sort un double album intitulé New Wave of British Heavy Metal '79 Revisited, où apparaissent des groupes peu connus, comme Hollow Ground.

### Renouveau
La popularité sur Internet de la NWOBHM permet désormais aux fans de communiquer largement autour du genre, qui connaît ainsi un renouveau. Encouragés par le succès des hommages et la nostalgie de l'époque, des groupes originaux de la NWOBHM se sont reformés pour des tournées à succès. Depuis le début des années 2010, certains groupes ont même recommencé à sortir des albums, notamment Diamond Head, Tygers of Pan Tang, Angel Witch, Tokyo Blade, Grim Reaper et Satan.

## Groupes
Ils comprennent notamment : A II Z, Angel Witch,, Atomkraft, Avenger, Battleaxe, Black Rose, Blitzkrieg, Chateaux, Cloven Hoof, Dedringer, Def Leppard, Demon, Diamond Head, Dumpy's Rusty Nuts, EF Band, Elixir, Ethel the Frog, Fist,, Girl, Girlschool, Grim Reaper , The Handsome Beasts, Hell, Hollow Ground, Holocaust, Iron Maiden,, Jaguar, Jameson Raid, Legend, Mama's Boys, More, Nightwing, Pagan Altar, Persian Risk, Praying Mantis, Quartz,, Raven, Salem, Samson,, Satan, Savage,, Saxon,, Spartan Warrior, Stampede, Sweet Savage, Tank, Tokyo Blade, Trespass, Tygers of Pan Tang,, Tytan, Vardis, Venom, White Spirit, Witchfinder General,, et Witchfynde.